# Noctua caroni
Noctua caroni är en fjärilsart som beskrevs av Barend J. Lempke 1964. Noctua caroni ingår i släktet Noctua och familjen nattflyn. Inga underarter finns listade i Catalogue of Life.